# Feinzähniger Ahorn
Der Feinzähnige Ahorn (Acer argutum), auch Spitzblättriger Ahorn genannt, ist eine Pflanzenart aus der Gattung der Ahorne (Acer) in der Familie der Seifenbaumgewächse (Sapindaceae). Der Feinzähnige Ahorn ist endemisch in Japan, der japanische Name lautet Asa-no-ha kaede (jap. 麻の葉楓, dt. „hanfblättriger Ahorn“).

## Beschreibung

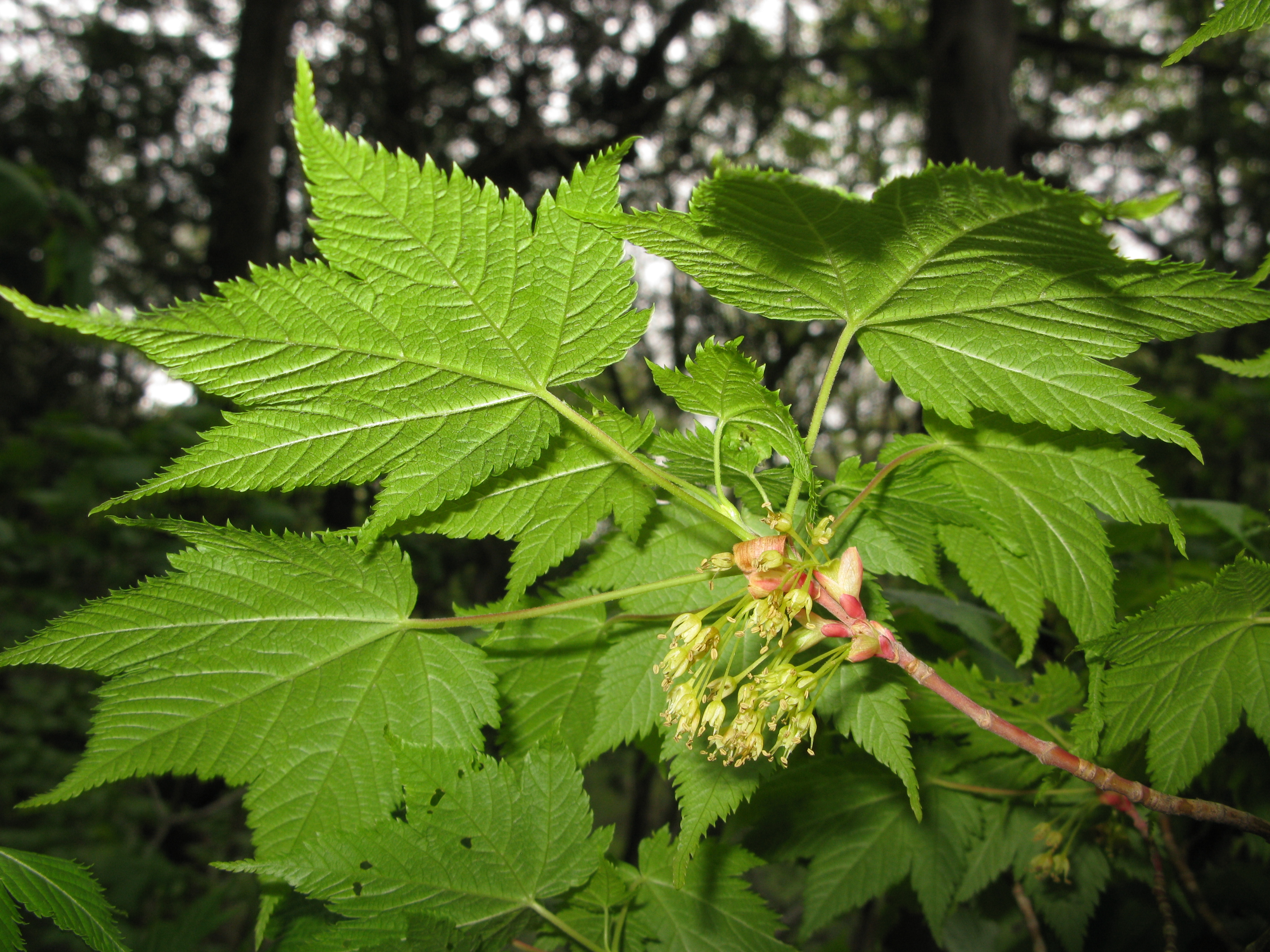
Zweig mit Laubblättern von unten und männlichen Blüten

### Vegetative Merkmale
Der laubabwerfende Feinzähnige Ahorn erreicht als Baum Wuchshöhen von 5 bis 10 Meter, wächst aber oft nur strauchig und neigt zur Vielstämmigkeit. Junge Zweige besitzen eine rötliche und behaarte Rinde. Später ist die relativ glatte Rinde gräulich. Der Stammdurchmesser erreicht etwa 20 Zentimeter.
Die gegenständig an den Zweigen angeordneten Laubblätter sind in Blattstiel und -spreite gegliedert. Der fein behaarte Stiel ist 3 bis 10 Zentimeter lang. Die zugespitzte bis geschwänzte Blattspreite ist bei einer Breite von 5 bis 10 Zentimetern etwas kürzer als breit und meist fünf-, seltener siebenlappig. Die Blattlappen sind eiförmig mit zugespitztem bis geschwänztem oberen Ende und, oft spitzig, doppelt gesägtem Rand. Die Blattoberseite ist tiefgrün, etwas runzelig, die -unterseite ist heller und auf den Nerven weiß oder grau behaart. Der Spreitengrund ist leicht herzförmig bis gestutzt. Im Herbst färben sich die Laubblätter gelb.

### Generative Merkmale
Die Blütezeit reicht von April bis Mai, wobei die Blüten etwas vor den Blättern austreiben. Der Feinzähnige Ahorn ist zweihäusig getrenntgeschlechtig (diözisch). Die gestielten, funktional eingeschlechtigen Blüten mit doppelter Blütenhülle sind gelb-grün und kahl. Sieben bis zwölf männliche Blüten stehen in schlanken, 4 bis 5 Zentimeter langen, traubigen Blütenständen zusammen, die sich aus Seitenknospen, gelegentlich mit zwei basalen Laubblättern entwickeln. Die männliche Blüte enthält je vier Kelch-, Kronblätter und Staubblätter; das Gynoeceum ist noch rudimentär zu erkennen. Die weiblichen Blüten stehen zu siebt bis zu zehnt zusammen, die kurzen, traubigen Blütenständen entspringen ebenfalls Seitenknospen, immer zusammen mit zwei Laubblättern. Die Blütenhüllblätter der weiblichen Blüten sind kleiner als die der männlichen, in weiblichen Blüten sind die Staubblätter sehr reduziert oder fehlen. 
Die zweiteiligen, geflügelten und erst grünen Spaltfrüchte, mit fast waagerecht ausgebreiteten Flügeln, zerfallen in zwei etwa 2 Zentimeter lange, einsamige Teilfrüchte.

## Vorkommen
Der Feinzähnige Ahorn kommt nur auf den japanischen Inseln Honshū sowie Shikoku vor. Die Standorte liegen in subalpinen Wäldern in Höhenlagen von 800 bis 1900 Metern, oft in der Nähe von Bächen. Die Böden weisen meist einen sauren pH-Wert auf.

## Systematik
Die Erstbeschreibung von Acer argutum erfolgte 1867 durch Karl Johann Maximowicz in Bull. Acad. Imp. Sci. Saint-Pétersbourg, Séries 3, 12, S. 226. Acer argutum hat der Sektion Arguta innerhalb der Ahorne (Acer) ihren Namen gegeben. Alle verwandten Arten wie Acer stachyophyllum sind ebenfalls zweihäusig getrenntgeschlechtig und stammen aus Ostasien.